# Бургріден
Бургріден (нім. Burgrieden) — громада в Німеччині, знаходиться в землі Баден-Вюртемберг. Підпорядковується адміністративному округу Тюбінген. Входить до складу району Біберах.
Площа — 21,87 км2. Населення становить 4088 ос. (станом на 31 грудня 2020).